# Polanka nad Odrou (výhybna)
Polanka nad Odrou (nebo též Výh Polanka nad Odrou) je výhybna, která se nachází v Polance nad Odrou. Leží v km 257,913 trati Přerov–Bohumín, ze které ve výhybně odbočuje trať do Českého Těšína.

## Historie
Od 29. května 2009 je výhybna dálkově řízena z CDP Přerov.

## Popis výhybny
Dopravna není obsazena výpravčím, je dálkově ovládána z CDP Přerov. V obvodu výhybny se nachází rovněž zastávka Polanka nad Odrou.

### Vlečky
Z výhybny odbočuje několik vleček, na které jsou navázány další vlečky – viz seznam:
- Českomoravský štěrk, vlečka překladiště Polanka – napojena přímo do výhybny
- Vlečka TSR Polanka – napojena přímo do výhybny
- Polanecká obchodní společnost – napojena do vlečky TSR[5]